# Bert och bacillerna
Bert och bacillerna är en ungdomsroman i dagboksform av de svenska författarna Anders Jacobsson och Sören Olsson. Boken utkom 1997 och handlar om Bert Ljung från 7 november till 31 december under det kalenderår han fyller 12 år och går höstterminen i 6:an.
Boken handlar om en tid i Berts liv som tidigare inte skildrats. Den utspelar sig efter Bert och boysen. Inget speciellt årtals almanacka används. På sidan 43 finns dock en bild på svarta tavlan i klassrummet med texten: "Prov: Fredag 24 nov!, vilket hänvisar till såväl 1989 som 1995 års almanacka  enligt den gregorianska kalendern. Boken utspelar sig dock samma år som Berts dagbok, som använder 1987 års almanacka enligt samma kalender.

## Bokomslag
Bokomslaget visar Bert som ligger sjuk i sängen och skriver dagbok i sitt ostädade rum, medan baciller flyger i luften.

## Handling
Bert är rädd för att bli sjuk till jul. Annat som händer är Lill-Eriks och Åkes födelsedagar i november, och i december har klassen Luciatåg, och skolan en innebandyturnering. Den tredje advent går Bert till kyrkan med sin mormor. Bert är fortfarande tillsammans med Nadja, men han tycker hon tänker för mycket på sin fiol.
I skolan ramlar Berts lärarinna och bryter ryggen. Hon hämtas av ambulansen, och Bert hoppas att vikarien är en baddräktstjej från USA, men i stället blir det en kille som heter Håkan Kelinus, och förhör läxorna. De kallar honom Adolf. Bert kallar honom Terrormannen, och tror att det var han som sköt Olof Palme.
Under jullovet ger sig Åke av till Kanarieöarna. Bert blir frisk till jul, och hans farbror Jan från New York kommer på besök. Bert får en tågresa i rökfri kupé till sina kusiner i Bollnäs.
Den 27 december avslutar Bert med "Tack och hej – smörgåspastej". Den 31 december avslutar Bert med "Tack och hej – leverpastej", och efter ett långt "–Ja!" tycker Bert att han kommit på "världens bästa avslutning". Avslutningen används sedan som standard i Berts första, vidare och ytterligare betraktelser samt TV-serien från 1994, och har blivit karakteristisk för Bert i allmänhet.

### Fotnoter
1. ↑  ”Bert och bacillerna” (på engelska). Worldcat. 11 mars 1997. https://www.worldcat.org/title/bert-och-bacillerna/oclc/186101166&referer=brief_results. Läst 29 mars 2015.